# Металлургический концентрат
Проба первого концентрата КГОКа в Уральском геологическом музее
Продукты окускования железорудных концентратов — сырьё для доменной плавки
Металлурги́ческий концентра́т — продукт обогащения полезных ископаемых, содержание в котором одного или нескольких ценных компонентов, а также его общий минералогический состав отвечают требованиям дальнейшей металлургической или иной переработки с целью извлечения этих компонентов. Также концентратами называют промпродукты смежных процессов с повышенным содержанием полезного компонента. Например, концентраты при переработке техногенных отходов.
Выбор технологической схемы обогащения и дальнейшего передела зависит от физико-химических свойств руды и содержащихся в ней минералов. Например, концентраты обогащения железной руды могут подвергаться окускованию для подготовки к доменной плавке.

## Классификация
В процессе обогащения различных полезных ископаемых в зависимости от технологической схемы сначала получают первичный концентрат, также называемый «черновым» или промежуточным (промпродуктом). Как правило, при обогащении не изменяется химический состав и агрегатное состояние полезных минералов. Отходы обогащения с более низким содержанием полезного компонента называют «хвостами». В случае, когда первичный концентрат содержит несколько полезных минералов, его называют коллективным. Отдельные методы обогащения комплексных руд позволяют получать сразу несколько концентратов, каждый из которых обогащён целевым компонентом. Такие концентраты называют селективными. Первичный концентрат подвергается доводке с получением конечных (кондиционных) концентратов. В большинстве случаев конечный концентрат подвергается дальнейшей переработке.
В зависимости от метода получения различают флотационный (полученный методом флотации), гравитационный (полученный методом гравитационного обогащения), магнитный (полученный методом магнитной сепарации) концентраты.

## Требования к качеству
В зависимости от выделяемого обогащением ценного компонента и выбранной технологической схемы к качеству металлургических концентратов предъявляются соответствующие различные требования: по содержанию полезного компонента и вредных примесей, по влажности, по гранулометрическому составу. Эти требования устанавливаются государственными или отраслевыми стандартами, а также техническими условиями.
Для повышения однородности концентрата по качественным показателям он подвергается усреднению.